# Grand Theft Auto
Grand Theft Auto (GTA) é uma série de jogos eletrônicos de ação-aventura criada por David Jones e Mike Dailly. Posteriormente, a série passou a ser desenvolvida sob a supervisão dos irmãos Dan e Sam Houser, Leslie Benzies e Aaron Garbut. Os jogos são desenvolvidos principalmente pela desenvolvedora britânica Rockstar North (antiga DMA Design) e publicados por sua empresa-mãe estadunidense, Rockstar Games. O título da série é um termo policial usado nos Estados Unidos para identificar roubos de automóveis: Grand Theft refere-se a furtos de valor elevado (maior que US$400,00) e Auto designa os automóveis.
A jogabilidade foca em um mundo aberto onde o jogador pode completar missões para progredir em uma história geral, bem como engajar em várias atividades secundárias. A maior parte da jogabilidade gira em torno de dirigir e atirar, com ocasionais elementos furtivos e role-playing. A série também tem elementos dos jogos beat 'em up da era 16 bits. Os jogos da série Grand Theft Auto se passam em locais fictícios modelados a partir de cidades da vida real, em vários momentos, do início dos anos 1960 até a década de 2010. O mapa do primeiro jogo da franquia englobava três cidades — Liberty City (baseada em Nova York), San Andreas (baseada em São Francisco) e Vice City (baseada em Miami) — mas títulos seguintes tendem a focar em apenas um cenário e expandir os três locais originais. Cada jogo da série centra-se em diferentes protagonistas que tentam ascender no submundo do crime devido a vários motivos, muitas vezes acompanhando temas de traição. Vários veteranos do cinema e da música deram voz a personagens nos jogos, incluindo Ray Liotta, Dennis Hopper, Samuel L. Jackson, William Fichtner, James Woods, Debbie Harry, Phil Collins, Axl Rose e Peter Fonda.
A DMA Design iniciou a série em 1997, com o lançamento de Grand Theft Auto. Atualmente, a série consiste em sete títulos principais e quatro pacotes de expansão. O terceiro título principal, Grand Theft Auto III (2001), é considerado um jogo revolucionário e levou a série para um ambiente tridimensional pela primeira vez, tendo os títulos subsequentes seguido esse formato. Os jogos da série influenciaram outros jogos de mundo aberto, levando à criação do rótulo clone de Grand Theft Auto para títulos similares.
A série é aclamada pela crítica, com todas as principais entradas em 3D da franquia frequentemente classificadas entre os melhores e mais vendidos jogos eletrônicos da história; já vendeu mais de 405 milhões de unidades, tornando-se uma das franquias de jogos eletrônicos mais vendidas de todos os tempos, assim como um dos produtos de entretenimento mais rentáveis da história, arrecadando com seu sétimo título principal quase um bilhão de dólares nas primeiras 24 horas de lançamento. Bateu também vários recordes no Guinness World Records, inclusive o de jogo eletrônico de ação a alcançar o maior valor em vendas em 24 horas. Em 2006, Grand Theft Auto foi incluída em uma lista de ícones do design britânico no Great British Design Quest organizado pela BBC e pelo Design Museum. Em 2013, o The Telegraph classificou Grand Theft Auto entre as exportações de maior sucesso do Reino Unido. A série também tem sido polêmica por sua natureza adulta e temas violentos, bem como pelo conteúdo descartado.

## História da série
| 1997 | Grand Theft Auto                                       |
| 1998 |                                                        |
| 1999 | Grand Theft Auto: London, 1969                         |
| 1999 | Grand Theft Auto: London, 1961                         |
| 1999 | Grand Theft Auto 2                                     |
| 2000 |                                                        |
| 2001 | Grand Theft Auto III                                   |
| 2002 | Grand Theft Auto: Vice City                            |
| 2003 | Grand Theft Auto: Double Pack                          |
| 2004 | Grand Theft Auto Advance                               |
| 2004 | Grand Theft Auto: San Andreas                          |
| 2005 | Grand Theft Auto: The Trilogy                          |
| 2005 | Grand Theft Auto: Liberty City Stories                 |
| 2006 | Grand Theft Auto: Vice City Stories                    |
| 2007 |                                                        |
| 2008 | Grand Theft Auto IV                                    |
| 2009 | Grand Theft Auto IV: The Lost and Damned               |
| 2009 | Grand Theft Auto: Chinatown Wars                       |
| 2009 | Grand Theft Auto: The Ballad of Gay Tony               |
| 2010 |                                                        |
| 2011 |                                                        |
| 2012 |                                                        |
| 2013 | Grand Theft Auto V                                     |
| 2013 | Grand Theft Auto Online                                |
| 2014 |                                                        |
| 2015 |                                                        |
| 2016 |                                                        |
| 2017 |                                                        |
| 2018 |                                                        |
| 2019 |                                                        |
| 2020 |                                                        |
| 2021 | Grand Theft Auto: The Trilogy – The Definitive Edition |
| 2022 |                                                        |
| 2023 |                                                        |
| 2024 |                                                        |
| 2025 |                                                        |
| 2026 | Grand Theft Auto VI                                    |

A franquia Grand Theft Auto é dividida em universos fictícios paralelos, nomeados após o nível primário de recursos gráficos usados em cada época. O primeiro Grand Theft Auto (1997) suas expansões e sua sequência (1999) fazem parte do "universo 2D". Grand Theft Auto III (2001) e suas sequências são consideradas do "universo 3D". Grand Theft Auto IV (2008) suas expansões e Grand Theft Auto V (2013) são considerados o "universo HD". Cada universo é considerado separadamente, com apenas marcas, nomes de lugares e alguns personagens compartilhados entre eles.
Grand Theft Auto, o primeiro título da franquia, foi lançado para MS-DOS e Windows em novembro de 1997, com versões para o PlayStation em 1998 e para o Game Boy Color em 1999. Grand Theft Auto 2 foi lançado em 1999 para Windows, posteriormente recebendo portes para PlayStation, Dreamcast e Game Boy Color.
O PlayStation 2 contou com três jogos da série principal, todos relançados em várias plataformas; um acordo entre a Take-Two Interactive e a Sony Computer Entertainment resultou em uma exclusividade temporária para PlayStation 2, antes de receber portes para Windows e Xbox. Grand Theft Auto III (2001) mudou dos gráficos bidimensionais (2D) usados nos dois primeiros jogos para gráficos tridimensionais (3D). Grand Theft Auto: Vice City (2002) foi o primeiro a apresentar um protagonista que fala, dublado por Ray Liotta. Grand Theft Auto: San Andreas (2004) introduziu vários novos elementos, incluindo personalização de personagem e um mapa mais extenso que abrange três cidades e áreas rurais circundantes.
Dois títulos principais foram publicados para PlayStation 3 e Xbox 360. Grand Theft Auto IV (2008) focou no realismo e nos detalhes, removendo vários recursos de personalização e adicionando um modo multijogador online. Grand Theft Auto V (2013) contou com três protagonistas jogáveis. Foi lançado com um enorme sucesso financeiro, quebrando vários recordes. Mais tarde, foi relançado com vários aprimoramentos em 2014 para PlayStation 4 e Xbox One e em 2015 para Windows. Versões para PlayStation 5 e o Xbox Series X/S em março de 2022.
Em fevereiro de 2022, a Rockstar confirmou que o desenvolvimento de um novo título da série estava "bem encaminhado". Em setembro de 2022, ocorreu um vazamento de múltiplos vídeos e imagens do jogo em desenvolvimento. A Rockstar afirmou que o vazamento foi resultado de uma invasão de rede em seus sistemas e que estava "extremamente decepcionada" com a maneira como o jogo foi demonstrado pela primeira vez, mas previu que isso não afetaria o processo de desenvolvimento. Em dezembro de 2023, o jogo foi oficialmente anunciado como Grand Theft Auto VI, com lançamento previsto para 2025 para PlayStation 5 and Xbox Series X/S. Posteriormente, foi adiado para 26 de maio de 2026.

### Outros jogos
Grand Theft Auto gerou vários jogos adicionais e pacotes de expansão. Em 1999, o primeiro jogo recebeu dois pacotes de expansão: Grand Theft Auto: London, 1969 e Grand Theft Auto: London, 1961, que, como os próprios título sugerem, apresentavam um cenário diferente – uma versão fictícia de Londres – e novas missões e personagens. Grand Theft Auto Advance, lançado em 2004 para Game Boy Advance, apresenta a perspectiva de cima para baixo semelhante aos dois primeiros jogos principais da série, e o mesmo cenário de Grand Theft Auto III, do qual serviu como uma pré-sequência. Três jogos foram lançados para o PlayStation Portable (PSP). Grand Theft Auto: Liberty City Stories (2005), que também é uma pré-sequência de Grand Theft Auto III, enquanto Grand Theft Auto: Vice City Stories (2006) é uma pré-sequência de Vice City; e Grand Theft Auto: Chinatown Wars (2009), que apresenta o mesmo cenário de Grand Theft Auto IV, mas os dois jogos não têm outra relação. Liberty City Stories e Vice City Stories foram posteriormente portados para PlayStation 2, enquanto Chinatown Wars foi lançado originalmente para Nintendo DS e posteriormente portado para PlayStation Portable. Os dois jogos foram posteriormente portados para PlayStation 2. Em 2009, The Lost and Damned e The Ballad of Gay Tony foram lançados para Xbox 360 como pacotes de expansão para Grand Theft Auto IV; uma "aliança estratégica" entre a Rockstar e a Microsoft resultou em uma exclusividade temporária. As expansões se concentram em personagens que desempenharam um papel relativamente menor no jogo principal e cujas histórias acontecem simultaneamente com Grand Theft Auto IV. Ambas foram lançadas posteriormente para PlayStation 3 e Windows como parte de uma coletânea intitulada Grand Theft Auto: Episodes from Liberty City, também disponível para Xbox 360.
Inúmeros títulos da série receberam portes para dispositivos móveis. Chinatown Wars foi lançado para iOS em 2010 e para Android e Fire OS em 2014. Nos seus décimos aniversários, Grand Theft Auto III e Vice City foram relançados para iOS e Android em 2011 e 2012, respectivamente. Em 2013, San Andreas foi portado para iOS, Android e Windows Phone; o porte para dispositivos móveis foi posteriormente relançado para Xbox 360 em 2014, no ano do décimo aniversário do jogo, e para PlayStation 3 no ano seguinte. Em 2015, Liberty City Stories foi portado para iOS, Android e Fire OS.

### Coletâneas
Grand Theft Auto Double Pack é uma compilação que inclui Grand Theft Auto III e Vice City e foi lançada em 2003 para PlayStation 2 e Xbox. Grand Theft Auto: The Trilogy é uma compilação de Grand Theft Auto III, Vice City e San Andreas. A compilação foi lançada pela primeira vez em 2005 para Xbox. Mais tarde, foi lançada para PlayStation 2, Windows, Mac OS X e PlayStation 4. The Trilogy também serviu como um pacote revisado de San Andreas, que teve que ser retirado das prateleiras devido ao controverso mod Hot Coffee. Um rumor em agosto de 2021 sugeriu que a Rockstar Dundee estava desenvolvendo uma versão remasterizada da trilogia usando a Unreal Engine; após alguns vazamentos, a Rockstar oficialmente anunciou Grand Theft Auto: The Trilogy – The Definitive Edition no dia 8 de outubro de 2021.  A coletânea, desenvolvida pela Grove Street Games, possui melhorias gráficas e de jogabilidade, e substituiu as versões existentes nas lojas digitais. Ela foi lançada para Windows, Nintendo Switch, PlayStation 4, PlayStation 5, Xbox One e Xbox Series X/S em 11 novembro de 2021, com versões para Android e iOS em dezembro de 2023.
Grand Theft Auto: Episodes from Liberty City é uma compilação autônoma dos pacotes de expansão de Grand Theft Auto IV. Contendo The Lost and Damned e The Ballad of Gay Tony em um único disco, foi lançado em 29 de outubro de 2009 para Xbox 360 e em 13 de abril de 2010 para Windows e PlayStation 3. Outra coletânea, intitulada Grand Theft Auto IV & Episodes from Liberty City foi lançada em 2010 para PlayStation 3 e Xbox 360, trazendo Grand Theft Auto IV e as duas expansões em um único disco. A Microsoft adicionou Episodes from Liberty à sua lista de retrocompatibilidade no Xbox One em fevereiro de 2017. Em 2020, Episodes from Liberty City foi descontinuada nas lojas digitais e substituída por Grand Theft Auto IV: Complete Edition.

### Títulos
| Ano                                                       | Título                                                 | Desenvolvedora                          | Lançamento                                    | Lançamento      | Lançamento      | Lançamento             | Lançamento      | Universo        |
| Ano                                                       | Título                                                 | Desenvolvedora                          | Console                                       | Computador      | Portátil        | Mobile                 | Outros          | Universo        |
| Série principal                                           | Série principal                                        | Série principal                         | Série principal                               | Série principal | Série principal | Série principal        | Série principal | Série principal |
| --------------------------------------------------------- | ------------------------------------------------------ | --------------------------------------- | --------------------------------------------- | --------------- | --------------- | ---------------------- | --------------- | --------------- |
| 1997                                                      | Grand Theft Auto                                       | DMA Design                              | PS1                                           | Windows MS-DOS  | GBC             |                        |                 | 2D              |
| 1999                                                      | Grand Theft Auto 2                                     | DMA Design                              | PS1 Dreamcast                                 | Windows         | GBC             |                        |                 | 2D              |
| 2001                                                      | Grand Theft Auto III                                   | DMA Design                              | PS2 Xbox PS3 Xbox 360                         | Windows OS X    |                 | iOS Android Fire OS    |                 | 3D              |
| 2002                                                      | Grand Theft Auto: Vice City                            | Rockstar North                          | PS2 Xbox PS3 Xbox 360                         | Windows OS X    |                 | iOS Android Fire OS    |                 | 3D              |
| 2004                                                      | Grand Theft Auto: San Andreas                          | Rockstar North                          | PS2 Xbox PS3 Xbox 360                         | Windows OS X    |                 | iOS Android WP Fire OS | Oculus Quest 2  | 3D              |
| 2008                                                      | Grand Theft Auto IV                                    | Rockstar North                          | PS3 Xbox 360                                  | Windows         |                 |                        |                 | HD              |
| 2013                                                      | Grand Theft Auto V                                     | Rockstar North                          | PS3 Xbox 360 PS4 Xbox One PS5 Xbox Series X/S | Windows         |                 |                        |                 | HD              |
| 2026                                                      | Grand Theft Auto VI                                    | Rockstar North                          | PS5 Xbox Series X/S                           |                 |                 |                        |                 | HD              |
| Pacotes de expansão                                       |                                                        |                                         |                                               |                 |                 |                        |                 |                 |
| 1999                                                      | Grand Theft Auto: London, 1969                         | Rockstar Canada                         | PS1                                           | Windows MS-DOS  |                 |                        |                 | 2D              |
| 1999                                                      | Grand Theft Auto: London, 1961                         | Rockstar Canada                         |                                               | Windows MS-DOS  |                 |                        |                 | 2D              |
| 2009                                                      | Grand Theft Auto IV: The Lost and Damned               | Rockstar North                          | PS3 Xbox 360                                  | Windows         |                 |                        |                 | HD              |
| 2009                                                      | Grand Theft Auto: The Ballad of Gay Tony               | Rockstar North                          | PS3 Xbox 360                                  | Windows         |                 |                        |                 | HD              |
| Portátil                                                  |                                                        |                                         |                                               |                 |                 |                        |                 |                 |
| 2004                                                      | Grand Theft Auto Advance                               | Digital Eclipse                         |                                               |                 | GBA             |                        |                 | 3D              |
| 2005                                                      | Grand Theft Auto: Liberty City Stories                 | Rockstar Leeds                          | PS2                                           |                 | PSP             | iOS Android Fire OS    |                 | 3D              |
| 2006                                                      | Grand Theft Auto: Vice City Stories                    | Rockstar Leeds                          | PS2                                           |                 | PSP             |                        |                 | 3D              |
| 2009                                                      | Grand Theft Auto: Chinatown Wars                       | Rockstar Leeds                          |                                               |                 | PSP DS          | iOS Android Fire OS    |                 | HD              |
| Compilações e remasterizações                             |                                                        |                                         |                                               |                 |                 |                        |                 |                 |
| 1999                                                      | Grand Theft Auto: Director's Cut                       | DMA Design / Rockstar Canada            | PS1                                           | Windows MS-DOS  |                 |                        |                 | 2D              |
| 2003                                                      | Grand Theft Auto: The Classics Collection              | DMA Design / Rockstar Canada            | PS1                                           | Windows         |                 |                        |                 | 2D              |
| 2003                                                      | Grand Theft Auto: Double Pack                          | Rockstar North                          | PS2 Xbox                                      |                 |                 |                        |                 | 3D              |
| 2005                                                      | Grand Theft Auto: The Trilogy                          | Rockstar North                          | Xbox PS2                                      | Windows OS X    |                 |                        |                 | 3D              |
| 2009                                                      | Grand Theft Auto: Episodes from Liberty City           | Rockstar North                          | Xbox 360 PS3                                  | Windows         |                 |                        |                 | HD              |
| 2010                                                      | Grand Theft Auto IV: The Complete Edition              | Rockstar North                          | Xbox 360 PS3                                  | Windows         |                 |                        |                 | HD              |
| 2021                                                      | Grand Theft Auto: The Trilogy – The Definitive Edition | Grove Street Games / Video Games Deluxe | Switch PS4 PS5 Xbox One Xbox Series X/S       | Windows         | Switch          | Android iOSNetflix     |                 | 3D              |
| Notas: 1. 2. 3. 4. 5. 6. 7. 8. 9. 10. 11. 12. 13. 14. 15. |                                                        |                                         |                                               |                 |                 |                        |                 |                 |

## Mídia relacionada
A série foi expandida para vários outros formatos. Jacked: The Outlaw Story of Grand Theft Auto, um livro escrito por David Kushner que narra o desenvolvimento da série, foi publicado em 2012. Em março de 2015, a BBC Two anunciou The Gamechangers, um docudrama de 90 minutos baseado na criação de Grand Theft Auto. Dirigido por Owen Harris e escrito por James Wood, o docudrama é estrelado por Daniel Radcliffe como o presidente da Rockstar, Sam Houser, e Bill Paxton como o advogado cassado Jack Thompson. Em maio de 2015, a Rockstar entrou com uma ação judicial contra a BBC por violação de marca registrada, afirmando que não teve envolvimento com o desenvolvimento do filme e tentou, sem sucesso, entrar em contato com a BBC para resolver o assunto. Foi ao ar em 15 de setembro de 2015 na BBC Two.
Em 2006, a McFarland & Company publicou The Meaning and Culture of Grand Theft Auto. Compilado por Nate Garrelts, o livro de 264 páginas é uma coletânea de ensaios sobre a série Grand Theft Auto, com o objetivo de ajudar o público a entender melhor os jogos e destacar a importância da devida diligência na crítica de jogos. O livro é dividido em duas partes: a primeira discute as controvérsias em torno da série, enquanto a segunda analisa teoricamente os jogos sem a controvérsia.
Roger Corman, que produziu o filme não relacionado Grand Theft Auto (1977), alegou que qualquer tentativa de adaptação cinematográfica da série de jogos não poderia acontecer. Em 2017, ele alegou ter processado o "fabricante de videogames que roubou a ideia descaradamente" e que eles "fizeram um acordo extrajudicial e me deram algum dinheiro". Ele disse que mantém os direitos, "mas a forma como estava escrito no contrato é um pouco nebulosa", e que seus advogados estavam analisando o contrato para garantir que ele pudesse refazer o filme. A Take-Two Interactive respondeu às alegações de Corman, observando que a empresa "detém todos os direitos dos filmes relacionados à série de jogos Grand Theft Auto" e que "pode e tomará as medidas legais apropriadas contra qualquer um que tente fazer mau uso de nossa propriedade intelectual ao tentar fazer um novo filme intitulado Grand Theft Auto", alegando ter tomado medidas legais com sucesso contra tentativas semelhantes no passado.

## Elementos comuns

### Jogabilidade
Cada jogo da série permite ao jogador assumir o papel de um criminoso na cidade grande, tipicamente um indivíduo que acaba ascendendo na hierarquia do crime organizado ao longo do jogo. O jogador recebe várias missões de chefões e grandes ídolos do submundo da cidade, que devem ser concluídas para progredir na história. Assassinatos e outros crimes violentos são apresentados regularmente. Ocasionalmente, fazer serviços como taxista ou bombeiro, apostar rachas, dirigir ônibus ou aprender a pilotar helicópteros e aeronaves de asa fixa também são atividades envolvidas no jogo.
Em títulos posteriores, principalmente aqueles lançados após Grand Theft Auto 2 (1999), o jogador recebe um enredo mais desenvolvido, no qual é forçado a superar um evento infeliz (por exemplo, ser traído e deixado para morrer), o que serve como motivação para o personagem avançar na carreira criminosa e, por fim, leva ao triunfo do personagem no final do enredo. A maioria dos jogos da franquia possui uma só história com um protagonista; exceções incluem o primeiro título da série e suas expansões, que possuem múltiplos protagonistas opcionais e o último título numerado da série, Grand Theft Auto V (2013), que possui três protagonistas diferentes.
A série Grand Theft Auto pertence a um gênero de RPG de mundo aberto, misturando ação, aventura e direção, com alguns elementos furtivos, concedendo bastante liberdade ao jogador por meio de uma jogabilidade não linear. Os jogos de ação tradicionais são estruturados como uma única série de níveis com jogabilidade linear, mas em Grand Theft Auto o jogador pode determinar as missões que deseja realizar, e seu relacionamento com vários personagens é alterado com base nessas escolhas. Influenciadas pelo jogo Turbo Esprit (1986), as cidades dos jogos podem ser exploradas livremente em qualquer ponto do jogo e são exemplos de ambientes de jogos eletrônicos de mundo aberto que oferecem edifícios acessíveis com missões menores, além do enredo principal. Há exceções: as missões seguem um enredo linear e abrangente. Essas missões precisam ser concluídas para desbloquear novas áreas no jogo.
Grand Theft Auto III (2001) e os jogos seguintes têm mais dublagens e estações de rádio, que simulam dirigir ao som de músicas com disc jockeys, comerciais, programas de rádio, música pop e cultura estadunidense.
O uso de veículos em um ambiente urbano explorável proporciona uma simulação básica de uma cidade em funcionamento, com pedestres que geralmente obedecem aos semáforos. Detalhes adicionais são usados para dar corpo a uma atmosfera aberta que já foi usada em vários outros jogos posteriores, como The Simpsons: Hit & Run (2003), que dá menos ênfase ao crime ou à violência, e Lego City Undercover (2013), que inverte os papéis de policial e criminoso, embora o jogador se infiltre em gangues durante uma parte do jogo.

#### Níveis de procurado
As atividades criminosas na série Grand Theft Auto não passam despercebidas pela polícia. À medida que o jogador se envolve nessas atividades ilegais no jogo, ele pode ganhar um "nível de procurado", representado por um máximo de cinco ou seis estrelas. À medida que o jogador consegue escapar e permanecer vivo, o nível de procurado aumenta, ou seja, o Estado usa forças mais poderosas contra o mesmo, aumentando as chances de captura ou morte.[carece de fontes?] Um pequeno crime, como atropelar um personagem não jogável, pode criar uma situação de procurado com uma estrela, enquanto atirar em um policial pode render mais estrelas. A seguir uma breve definição do que acontece a cada número de estrelas acesas. Tais definições são genéricas, ou seja, não são válidas para todos os jogos da série.[carece de fontes?]
- Uma estrela - Os policiais perseguem o personagem a pé, com cassetete e pistolas, ou com carros à baixa velocidade e com somente um agente. Consegue-se uma estrela matando ou assaltando um pedestre, roubando carros ou assaltando lojas.[carece de fontes?]
- Duas estrelas - Os policiais usam pistolas ou metralhadoras de baixo poder de fogo na tentativa de deter o personagem. Há dois policiais por veículo, que são um pouco mais agressivos. O personagem também é perseguido por barcos policiais se for para o mar. Consegue-se duas estrelas não obedecendo aos policiais em descer do carro para ser preso ou roubando um carro-forte.[carece de fontes?]
- Três estrelas - Os policiais estão em grande número e atiram para matar; alguns usam até rifles. Dirigem em máxima velocidade, criam barreiras nas principais avenidas e começam a aparecer em helicópteros (que podem, inclusive, atirar) e carros da SWAT. Consegue-se três estrelas provocando uma chacina, destruindo veículos aéreos, invadindo uma delegacia (em Grand Theft Auto V), invadindo um aeroporto comercial ou matando um policial.[carece de fontes?]
- Quatro estrelas - A SWAT passa a usar metralhadoras de nível médio e veículos emergenciais grandes para ajudar a polícia. Agora podem aparecer dois helicópteros, um da polícia, de onde podem descer policiais, e outro de notícias. Caças militares também começam a aparecer para deter o personagem se este estiver em algum veículo aéreo, disparando mísseis. Em Grand Theft Auto IV e Grand Theft Auto V, a polícia é acompanhada pelo FBI e pela SWAT. Consegue-se quatro estrelas invadindo uma base militar ou invadindo a base de segurança da NOOSE (SWAT).
- Cinco estrelas - O FBI substitui a polícia e a SWAT, com carros mais potentes, com quatro agentes em cada um deles, armados com submetralhadoras (SMGs). Dois helicópteros da polícia aparecem para deter o personagem.[carece de fontes?]
- Seis estrelas - Os recursos mais poderosos de captura. Nos jogos da era 3D, o exército americano substitui o FBI e utiliza com fuzis de assalto (M4/M16) de altíssimo nível, além dos caminhões e tanques militares poderosíssimos. Em Grand Theft Auto IV, o exército foi removido para dar mais realismo ao jogo, então ao invés do exército começar a atuar, o FBI (renomeado FIB a partir da era HD) usa recursos mais avançados para deter o personagem. Em Grand Theft Auto V, a sexta estrela é extinta.[carece de fontes?]

Muitas missões no jogo concedem automaticamente ao jogador um nível de procurado após completar um determinado evento, do qual ele deve se livrar antes de completar a missão. Em algumas ocasiões, tentar fugir da polícia enquanto procurado faz com que o jogador ganhe níveis de procurado ainda mais altos. O jogador pode remover o nível de procurado do seu personagem evitando ser detectado ou gastando dinheiro do jogo em locais específicos para escapar da polícia (como uma loja de modificações para repintar o carro). Alternativamente, se o personagem morrer, ele reaparecerá em um hospital e o nível de procurado será removido, embora o jogador possa perder dinheiro, armas e outros benefícios que tinha antes de ser perseguido. O conceito de jogabilidade de "nível de procurado" tornou-se comum em jogos de mundo aberto semelhantes.

### Cenário
A maioria dos jogos da série Grand Theft Auto se passa em paródias fictícias de cidades famosas dos Estados Unidos, em diferentes períodos históricos. Os jogos são divididos em três universos diferentes (2D, 3D e HD), cada um com suas próprias reinterpretações de cenários já existentes. Os universos compartilham nomes de cidades, diversas marcas e personagens secundários que nunca aparecem fisicamente nos jogos (com algumas exceções), mas, de resto, são considerados continuidades distintas.

#### Liberty City

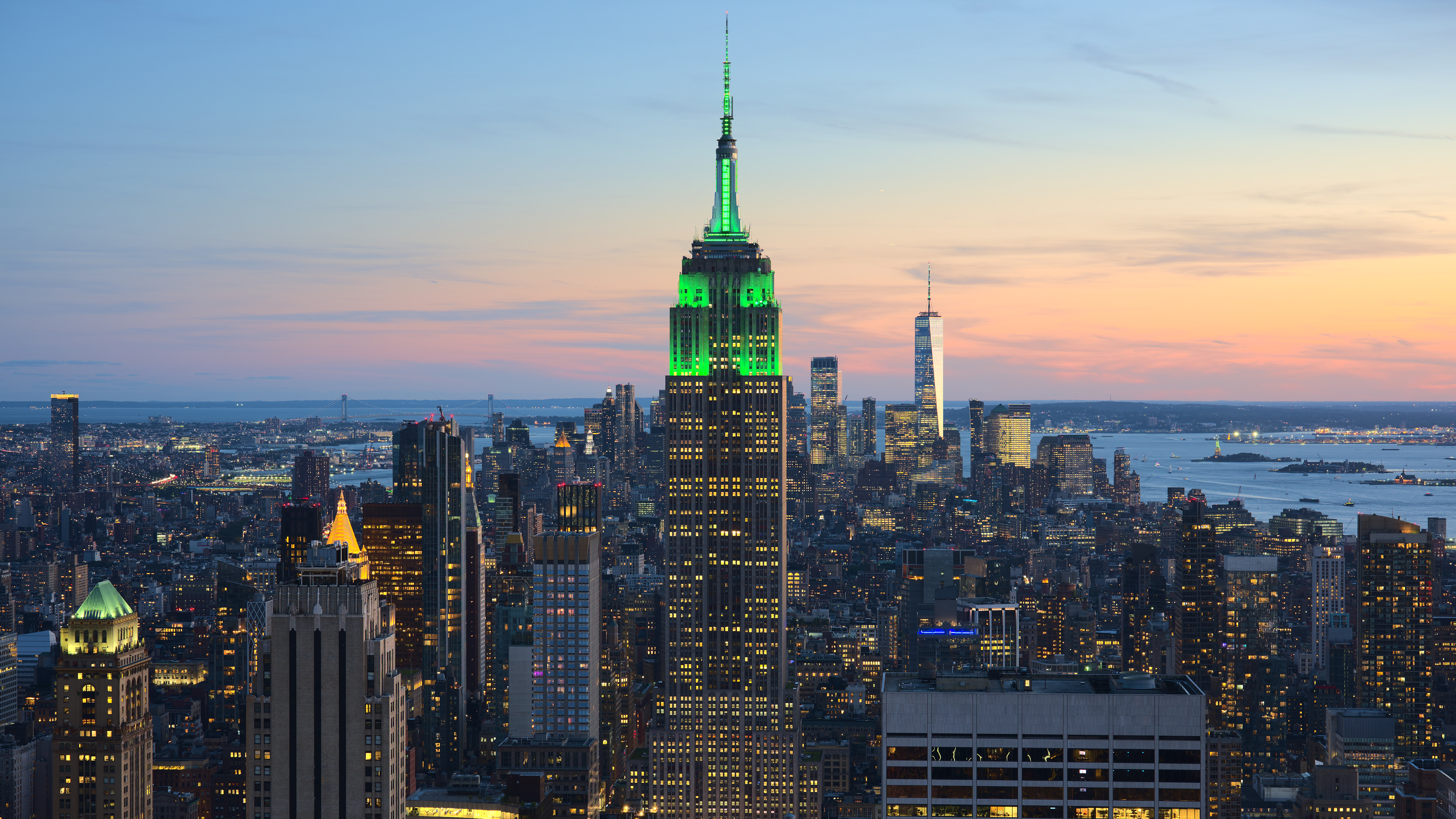
A cidade de Nova York, que serve de base para Liberty City

Liberty City, baseada na cidade de Nova York, é uma das três cidades originais introduzidas em Grand Theft Auto (1997). É o primeiro cenário disponível para o jogador. A cidade abrange duas massas de terra (uma grande no sudeste e uma menor no nordeste) e uma ilha central semelhante a Manhattan; duas ilhas menores são apresentadas ao longo do rio que separa as três ilhas principais. O cenário também incorpora o estado vizinho de Nova Guernsey (uma paródia de Nova Jersey), que ocupa a porção noroeste do mapa. Todas as quatro ilhas principais são divididas em vários distritos, inspirados nos distritos de Nova York e Nova Jersey.
Uma versão redesenhada de Liberty City foi introduzida em Grand Theft Auto III (ambientado em 2001). Esta iteração é vagamente baseada em Nova York e incorpora elementos de outras cidades estadunidenses, como Filadélfia, Detroit, Boston, Chicago e Baltimore. A cidade abrange três ilhas principais, que são gradualmente desbloqueadas conforme a história do jogo avança: Portland (baseada nas áreas industriais do Brooklyn e Queens, com elementos adicionais de Manhattan e Long Island), Staunton Island (baseada principalmente em Manhattan) e Shoreside Vale (vagamente baseada em North Jersey, Bronx, Staten Island e Upstate New York). As ilhas são conectadas por pontes rodoviárias e um sistema de túneis subterrâneos. Um túnel que sai de Liberty City pode ser encontrado em Shoreside Vale, mas é intransitável para o jogador. Esta versão específica de Liberty City retornou nas pré-sequências Grand Theft Auto Advance (ambientado em 2000) e Grand Theft Auto: Liberty City Stories (ambientado em 1998), embora com várias mudanças para refletir os diferentes períodos. A cidade também foi mencionada em Grand Theft Auto: Vice City e Grand Theft Auto: San Andreas, e foi o cenário de uma missão neste último.
Uma terceira versão de Liberty City foi apresentada em Grand Theft Auto IV, seus pacotes de expansão The Lost and Damned e The Ballad of Gay Tony (todos os três ambientados em 2008) e no jogo portátil Grand Theft Auto: Chinatown Wars (ambientado em 2009). Esta adaptação se assemelha muito a Nova York e consiste em quatro distritos principais, que se tornam disponíveis para exploração conforme a história avança: Broker (baseado no Brooklyn), Dukes (Queens), Bohan (Bronx) e Algonquin (Manhattan). A localização desses distritos reflete a de suas contrapartes da vida real: Broker e Dukes ocupam uma grande massa de terra no sudeste, enquanto Bohan forma sua própria ilha menor no nordeste, e Algonquin atua como a ilha central da cidade. O cenário também incorpora três ilhas menores — Charge Island (Ilha Randall), Colony Island (Ilha Roosevelt) e Happiness Island (Ilha da Liberdade) — e uma quarta massa de terra, Alderney, que está localizada a oeste de Algonquin e é considerada um estado independente (semelhante a Nova Jersey). Alderney está ausente em Chinatown Wars. Todas as ilhas, exceto Happiness Island, são conectadas por pontes rodoviárias, túneis subterrâneos e um sistema de metrô; nenhum dos quais leva para fora da cidade.

#### San Andreas
San Andreas, baseada em São Francisco, é uma das três cidades originais introduzidas em Grand Theft Auto (1997), sendo o segundo cenário disponível para o jogador. O local abrange duas massas de terra: uma grande porção ao norte, dividida em quinze distritos e geralmente considerada o núcleo da cidade, e uma ilha menor no sudeste, composta por apenas um distrito, que atua como a área portuária da cidade. A massa de terra ao norte é ainda dividida pelo Vale Aye, que corta o coração da área de leste a oeste.
Uma versão reimaginada de San Andreas foi apresentada em Grand Theft Auto: San Andreas (ambientado em 1992), como um estado em vez de uma cidade. Baseado na Califórnia e em Nevada, o estado abrange duas massas de terra, separadas por um rio e cercadas por um grande corpo d'água. A parte sul do mapa apresenta as cidades de Los Santos (baseada em Los Angeles) e San Fierro (São Francisco), separadas por vastas áreas florestais e montanhosas. Em contraste, a porção norte é uma grande região desértica e abrange apenas uma cidade, Las Venturas (Las Vegas). Ambas as massas de terra apresentam assentamentos rurais adicionais, menos habitados do que as três principais cidades. As cidades são conectadas por um sistema de trilhos de trem, e cada uma possui um aeroporto, que pode ser usado para viagens rápidas de uma cidade para outra. No início do jogo, os jogadores têm acesso apenas a Los Santos, com o restante do mapa sendo desbloqueado gradualmente à medida que a história avança.
Uma terceira versão de San Andreas apareceu em Grand Theft Auto V (ambientado em 2013), novamente imaginada como um estado. O jogo apresenta apenas a parte sul do estado, que é retratada como uma grande ilha. A parte sul da ilha é ocupada principalmente pela cidade de Los Santos (que se assemelha muito mais a Los Angeles do que sua contraparte de San Andreas), enquanto a parte norte, conhecida como Blaine County, é menos habitada, apresentando vastas áreas de deserto, floresta e montanha, e apenas algumas pequenas cidades. Esta versão de San Andreas é atualmente o único cenário da série que não apresenta nenhuma limitação de mapa, permitindo que os jogadores explorem a ilha inteira desde o início do jogo. Los Angeles foi extensivamente pesquisada para Grand Theft Auto V. A equipe organizou viagens de pesquisa de campo com guias turísticos e historiadores da arquitetura, capturando cerca de 250.000 fotos e horas de vídeo durante essas visitas. Desde o lançamento do jogo, centenas de edifícios do jogo foram identificados como baseados em construções do mundo real. Sam Sweet, do The New Yorker, observou que, com as vendas do jogo atingindo mais de treze milhões de cópias, "haverá mais pessoas vivendo no estado imaginário de Los Santos do que na cidade real na qual foi modelado".

#### Vice City

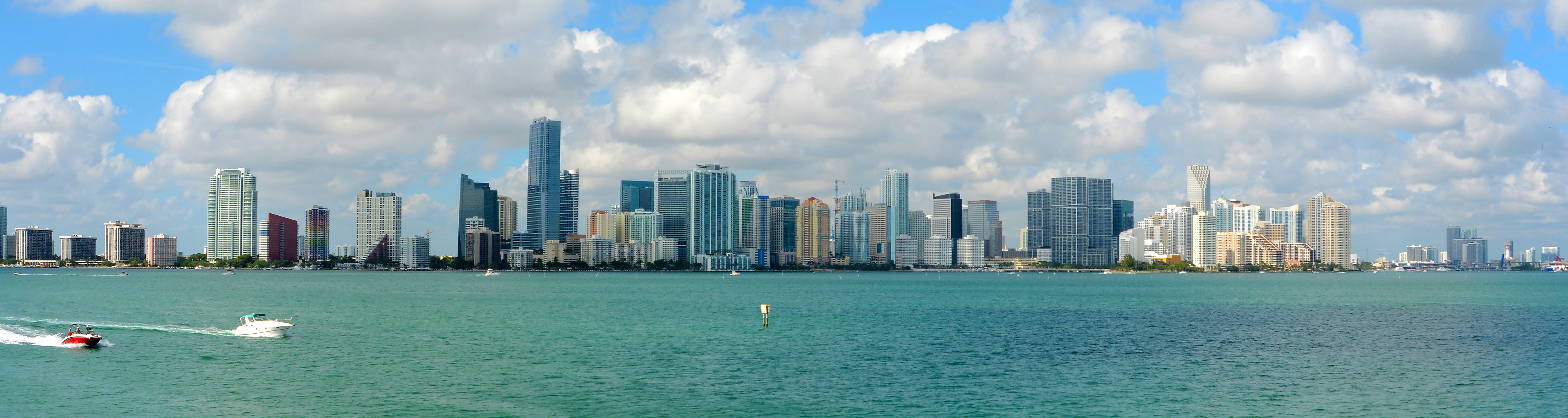
Miami, que serve de base para Vice City

Vice City, baseada em Miami, também é uma das três cidades originais introduzidas em Grand Theft Auto (1997). É o terceiro cenário disponível para o jogador. A cidade abrange uma grande área territorial, dividida em oito distritos que formam o núcleo da cidade, e uma ilha menor, Vice Beach, a nordeste. Assim como sua versão real, Vice City é retratada como uma cidade tropical, facilmente diferenciada das outras duas do jogo por suas praias e palmeiras.
Uma versão redesenhada de Vice City foi introduzida em Grand Theft Auto: Vice City (ambientado em 1986). A cidade consiste em duas massas de terra principais, Vice City Beach e Vice City Mainland, separadas por um grande corpo de água e conectadas entre si e a duas ilhas menores, Starfish Island e Prawn Island, por uma série de pontes rodoviárias. No início do jogo, o jogador só tem acesso à Vice City Beach, com o resto da cidade sendo gradualmente desbloqueado conforme a história avança. O mesmo cenário seria usado mais tarde na pré-sequência Grand Theft Auto: Vice City Stories (ambientado em 1984), embora com várias mudanças para refletir o período diferente.
Uma terceira versão de Vice City será apresentada como cenário principal de Grand Theft Auto VI (2026), sendo reimaginada como parte do estado fictício de Leonida, baseado na Flórida.

#### Outros cenários
Os pacotes de expansão London 1969 e London 1961 para Grand Theft Auto (1997) se passam em uma versão fictícia de Londres durante a década de 1960. Portanto, são os únicos jogos da série ambientados fora dos Estados Unidos. A parte da cidade usada nos jogos é baseada no centro de Londres, embora bastante condensada e, em grande parte, geograficamente imprecisa. Consiste em duas massas de terra, separadas pelo Rio Tâmisa e conectadas por várias pontes rodoviárias. Uma versão fictícia de Manchester também aparece nas expansões.
Grand Theft Auto 2 (1999) se passa em Anywhere City, uma metrópole fictícia americana retrô-futurista, sem inspiração aparente em nenhuma cidade real. O cenário consiste em três áreas, entre as quais o jogador alternará conforme a história avança: o Distrito Central, o Distrito Residencial e o Distrito Industrial. Cada distrito é retratado como uma ilha individual. O jogo se passa em um período de tempo não especificado — fontes conflitantes sugerem algo entre "três semanas no futuro" e o ano de 2013, enquanto o jogo em si apresenta várias referências ao "novo milênio" que está chegando, sugerindo que o ano é 1999.
Grand Theft Auto V (2013) apresenta a cidade fictícia de Ludendorff, no estado de North Yankton, que é o cenário de duas missões e é inacessível fora do enredo. Em 2020, a atualização The Cayo Perico Heist de Grand Theft Auto Online apresentou a ilha fictícia homônima, um "paraíso tropical" na costa caribenha da Colômbia, de propriedade privada do famoso traficante Juan "El Rubio" Strickler. A ilha é usada como base de transbordo e local de festas por El Rubio, e se inspira em Norman's Cay e Hacienda Nápoles. Cayo Perico é o primeiro cenário da série não localizado nos Estados Unidos desde Londres.

### Dublagem
A série inclui uma grande variedade de dubladores. O primeiro Grand Theft Auto, seus pacotes de missões e sua sequência, bem como Grand Theft Auto Advance e Chinatown Wars, não contaram com nenhuma voz creditada em papéis específicos. O primeiro jogo da série a fazer isso foi Grand Theft Auto III que, apesar do orçamento limitado e do baixo perfil da série na época, contou com vários atores notáveis do cinema e da televisão. Entre eles, Frank Vincent, Michael Madsen e Kyle MacLachlan, todos com papéis de destaque. Na época, era raro um jogo eletrônico usar atores tão famosos, e Grand Theft Auto III é considerado um pioneiro desse aspecto. O título seguinte, Grand Theft Auto: Vice City, contou com mais atores de cinema, incluindo Ray Liotta como voz do protagonista Tommy Vercetti. Embora o jogo seguinte, Grand Theft Auto: San Andreas, também tenha contado com muitos atores de cinema notáveis — como Samuel L. Jackson, Peter Fonda e James Woods —, decidiu-se que o uso de tais atores deveria ser reduzido, especialmente para papéis principais. Como resultado, muitos dos papéis proeminentes em San Andreas foram dublados por atores ou rappers de menor destaque.
De Liberty City Stories a Grand Theft Auto V, a série continuou a usar atores menos conhecidos para dublar os personagens principais, mas ainda utiliza celebridades e personalidades do rádio da vida real para dublar os DJs das diversas estações de rádio apresentadas em cada jogo. Alguns jogos também apresentam celebridades se autointerpretando, como Lazlow Jones, Phil Collins, Ricky Gervais, Katt Williams, e Dr. Dre.

## Controvérsias
De acordo com as edições de 2008 e 2009 do Guinness World Records Gamer's Edition, é a série de jogos eletrônicos mais controversa da história, com mais de 4.000 artigos publicados sobre ela, que incluem acusações de glamourização da violência, corrupção de jogadores e conexão com crimes da vida real.

### Grand Theft Auto
O série foi controversa desde o primeiro título. Grand Theft Auto foi condenado na Grã-Bretanha, Alemanha e França devido à sua "extrema violência", e no Brasil foi banido completamente. O publicitário Max Clifford plantou histórias sensacionalistas em tablóides para ajudar a vender o primeiro jogo.

### Grand Theft Auto III
As controvérsias ressurgiram com Grand Theft Auto III, por vários motivos. Primeiro, os gráficos 3D tornavam a violência mais realista. Além disso, os jogadores podiam restaurar sua saúde pagando pelos serviços de prostitutas e, se quisessem, matá-las para recuperar parte do dinheiro.
Também houve críticas ao foco em atividades ilegais em comparação com os papéis "heroicos" tradicionais oferecidos por outros jogos. O personagem principal pode cometer crimes e atos violentos – incluindo matar policiais e militares – enquanto sofre apenas consequências temporárias.

### Vice City
O sexto jogo da série, Grand Theft Auto: Vice City, também foi alvo de críticas. Uma missão em particular, na qual o jogador deve instigar uma guerra de gangues entre haitianos e cubanos, gerou polêmica. Grupos anti-difamação haitianos e cubanos criticaram o jogo.
Jean-Robert Lafortune, da Coalizão Haitiano-Americana, disse que "o jogo não deveria ser projetado para destruir vidas humanas, não deveria ser projetado para destruir um grupo étnico", para este e outros cenários semelhantes, incluindo falas no roteiro do jogo como "matem os idiotas haitianos" ("kill the Haitians dickheads"), ditas pelo personagem Ricardo Diaz durante uma altercação entre o jogador e uma gangue haitiana. Após a ameaça de um processo judicial pela Coalizão Haitiano-Americana, a Rockstar removeu a palavra "haitianos" dessa frase nas legendas do jogo.

### San Andreas
San Andreas foi inicialmente criticado por seus elementos de "gangster", que incluem drogas, prostituição e assassinato. Recebeu críticas adicionais após a descoberta de um minijogo interativo de sexo, apelidado de "Hot Coffee" Embora tenha sido cortado produto final, o minijogo permaneceu no código e foi descoberto tanto na versão para console quanto para Windows.
Após o lançamento de San Andreas, os modders conseguiram encontrar o código não utilizado no jogo e lançaram patches não oficiais para as versões de Windows e Xbox (com um modchip), bem como uma versão para PlayStation 2, por meio do uso de um código Action Replay, permitindo que o jogador participasse desse minijogos sexual (chamados de "Hot Coffee" em referência a um eufemismo para sexo usado no jogo). Esse minijogo foi deixados parcialmente intactos no código do jogo. Isso levou à aplicação de uma classificação da ESRB de Adults Only, 18+ (somente para adultos de 18 anos ou mais) à versão do jogo que continha o código restante. A Take-Two Interactive foi forçada a relançar o jogo para restaurar a classificação Mature, 17+ (para jogadores conscientes de 17 anos ou mais). Uma ação coletiva contra a Take-Two também foi movida em decorrência do código "Hot Coffee".

### Grand Theft Auto IV
Uma das controvérsias envolvidas neste jogo foi a crítica da organização Mothers Against Drunk Driving (MADD) à possibilidade de dirigir sob efeito de álcool como um novo recurso. A MADD chegou a solicitar à ESRB que alterasse a classificação do jogo de "M" (para maiores de 17 anos) para "AO", apenas para adultos, por considerarem inapropriado que crianças, mesmo aos 17 anos, vivenciem a experiência de dirigir sob efeito de álcool dessa forma. No produto final, dirigir embriagado é um evento jogável, mas é um crime que gera automaticamente um nível de procurado e o protagonista Niko Bellic proclama em voz alta (e bêbado) que é uma "má ideia" e que ele "deveria saber melhor".[carece de fontes?]
Notavelmente, é impossível dirigir bêbado nas expansões The Lost and Damned e The Ballad of Gay Tony. Estas foram lançadas após as críticas. No entanto, é possível dirigir bêbado novamente no sucessor, Grand Theft Auto V.

### The Lost and Damned
O pacote de expansão The Lost and Damned para Grand Theft Auto IV foi condenado pelo grupo de pais estadunidense Common Sense Media, que emitiu um alerta público contra o conteúdo do pacote devido a uma cena de nudez frontal completa durante uma das cutscenes. Eles alegaram que o jogo era "mais controverso do que seus antecessores" por apresentar "nudez frontal masculina completa".[carece de fontes?]

### Chinatown Wars
A Nintendo queria que fizéssemos Grand Theft Auto, e nós queríamos fazer um jogo para a plataforma deles. Eles não queriam que fizéssemos um Grand Theft Auto para crianças, e não estávamos interessados em fazer um jogo que normalmente não faríamos.

— Dan Houser, sobre a criação de Chinatown Wars para o Nintendo DS
Houve controvérsias sobre um minijogo de tráfico de drogas, juntamente com comentários de que alguns jogos da Nintendo são voltados para crianças (apesar de o jogo ter sido classificado como "Maduro"). O minijogo de tráfico de drogas permite que os jogadores vendam seis tipos de drogas pela cidade, mas o lucro que o jogador obtém depende das condições de mercado, que serão baseadas na área em que traficam e no nível de serviço regular que essa área recebe deles.

### Grand Theft Auto V
Um segmento do título mais recente da franquia causou polêmica por cenas que continham tortura iniciada pelo jogador. A missão "By the Book" apresenta representações gráficas de graves lesões nos joelhos, eletrocussão, extração dentária e afogamento, com o jogador precisando realizar um ato de tortura para progredir no jogo.
A organização beneficente Freedom from Torture, sediada no Reino Unido, condenou publicamente o uso das cenas de tortura em Grand Theft Auto V. A organização, que trabalha para reabilitar sobreviventes de tortura, juntou-se a outras instituições de caridade de direitos humanos que se mostraram indignadas com as cenas de tortura no jogo, na qual os jogadores precisam arrancar dentes e eletrocutar um homem desarmado para extrair informações. O CEO da organização, Keith Best, declarou: "A Rockstar North cruzou os limites ao forçar as pessoas a assumirem o papel de torturadores e realizarem uma série de atos indizíveis se quiserem ter sucesso no jogo".
O jogo também foi acusado de sexismo. O Los Angeles Times considerou as representações satíricas de mulheres no jogo pouco criativas e acrescentou que temas violentos e sexistas prejudicam a experiência do jogo. Edge observou que, embora "todas as mulheres no jogo existam apenas para serem ridicularizadas, zombadas ou ridicularizadas", ele tratou seus personagens principais, todos masculinos, de forma semelhante, por meio de suas tendências estereotipadas à violência. Sam Houser, co-fundador da Rockstar Games, sentiu que a equipe de desenvolvimento às vezes negligenciava sua representação de mulheres nos jogos de Grand Theft Auto, mas que o peso em direção aos personagens masculinos "combinava com a história que queríamos contar".

## Mods
As modificações (ou mods) são alterações do jogos feitas por fãs jogadores da série com auxílio de programas de computador para adicionar ou mudar coisas no jogo, que geralmente são melhoria de algumas características, como aumentar a qualidade da imagem (resolução), adicionar novos conteúdos, como substituir as roupas originais, adicionar mais veículos, armas, missões, outro modo de jogo (multiplayer) e, até mudança do cenário/fase.
As modificações são obtidas através de download via internet e, na maioria das vezes são exclusivas para as versões de computador; pois as modificações nos jogos para consoles são muito mais difíceis de serem feitas, sendo consideradas pirataria pois é necessário copiar o jogo.[carece de fontes?]
O ponto fraco de se adicionar modificações é que algumas delas podem afetar o desempenho do jogo, provocando diversos bugs, obrigando o jogador a perder o progresso no jogo e até mesmo tirando a sua integridade. Por outro lado, há também um número significativo de modificações com o objetivo de corrigir os bugs originais do jogo, além de adicionar funções antes não suportadas oficialmente, como o suporte a monitores widescreen.[carece de fontes?]

### Porte
No final de 2015 foi confirmada pela própria Sony, o porte da trilogia da série Grand Theft Auto, a trilogia contém três jogos: Grand Theft Auto III, Grand Theft Auto: Vice City e Grand Theft Auto: San Andreas para a plataforma PlayStation 4, também vieram sete clássicos para a plataforma junto com a trilogia. Com gráficos de 1080p, recursos aprimorados, tais como, os troféus, Share Play, Uso Remoto, Feed de Atividades e suporte para Segunda Tela para manuais de jogo com o PlayStation Vita ou o PlayStation App, conforme escrito na descrição da trilogia na PlayStation Store. Os jogadores podem adquirir a trilogia pela própria loja da plataforma, a PlayStation Store. A Rockstar anunciou em 8 de outubro de 2021 que a coletânea será removida da PlayStation Store nas próximas semanas para o lançamento da coletânea remasterizada Grand Theft Auto: The Trilogy – The Definitive Edition, que foi lançada para a plataforma em 2022.